# 山田正弘
山田 正弘（やまだ まさひろ、1931年〈昭和6年〉2月26日 - 2005年〈平成17年〉8月10日）は、日本の詩人、脚本家。本名、梅原正弘。初期ウルトラシリーズの要となった脚本家。日本放送作家協会総代、現代詩の会所属。

## 概略
東京都出身。文化学院文学部卒業。詩誌『氾』（1954年）の創刊に参加。その後、月刊詩誌『現代詩』や『詩学』などで、堀川正美、水橋晋、三木卓らと社会派詩人として活躍。
1958年　自民党が警察官職務執行法を改正しようとし、石原慎太郎、大江健三郎、江藤淳、羽仁進、谷川俊太郎らと共に、若手文化人を中心に思想、信条を超えて組織された社会運動団体「若い日本の会」に参加して反対運動を行なった。
1959年に石原慎太郎の企画・監修によるオムニバス形式のミステリードラマシリーズ『慎太郎ミステリー　暗闇の声』で脚本家デビュー（大山勝美：監督作品）。その後『鏡子の家』TBSの大山勝美演出ドラマの脚本を担当。『ウルトラQ』『ウルトラマン』『中学生日記』など多数の作品を手がける。『快獣ブースカ』は山田が書いた『カネゴンの繭』を下敷きに企画製作された。また、ブースカ語である「バラサ　バラサ」、「シオシオのパー」は山田が考案した造語である。
『ウルトラマンマックス』の第29話には元々パゴスが登場するはずだったのだが、小中千昭の「パゴスの脚本を書いた山田さんが亡くなったので勝手に出す訳にはいかない」という判断によってゲロンガに変更された。
1967年に『炎と女』で映画脚本デビュー。吉田喜重監督とのコンビで、アナキストの大杉栄を描きシドニー国際映画祭南十字星賞を受賞した映画『エロス+虐殺』や『煉獄エロイカ』『告白的女優論』などの脚本を執筆。
2005年8月10日午前11時10分、肺がんのため東京都新宿区の病院で死去。74歳没。

## 主な作品

### テレビ
- 部長刑事（1958年 - 1990年）
- 慎太郎ミステリー 暗闇の声（1959年 - 1960年）
  - そして三人が…
  - だれ?
  - いつも木の陰にいる
  - 落ちる
  - 大尉は、いつ帰る
  - 吹雪
  - 私は何を飼ってたか
  - スペードの女王
  - 爆破
  - 遙かなる旅路
  - 貴方は、あした
  - 夢みるなかれ
  - 晩い夏に
- 陽はまたのぼる（日立劇場）
- 殺人キッド（日立劇場）
- いま生きている（プラチナサスペンス）（1961年）
- ダイヤル110番（1957年 - 1964年）
- 月曜日の男（1961年 - 1964年）
- 果てしなく（1961年）
- 鏡子の家（1962年）
- 近鉄金曜劇場
  - 倒産（1963年）
  - 逃げろ
- 剣（1964年）
- 七人の孫（1964年）
- 石の話
- 若者たち（1966年）
- ウルトラQ（1966年）
- ウルトラマン（1966年）
- 快獣ブースカ（1966年）
- ウルトラセブン（1967年）
- マイティジャック（1968年）
- ジキルとハイド（1969年 ※ただし放映されたのは1973年）
- 珍豪ムチャ兵衛（アニメ）（1971年）
- おれは男だ!（1971年 - 1972年）
- NHK連続ドラマ
  - 白鳥の歌なんか聞こえない（1972年）
- ウルトラマンA（1972年）
- ポーラテレビ小説
  - 吉井川（1972年 - 1973年）
- 七人の刑事
- 子連れ狼（1973年 - 1976年）
- 中学生日記（1973年 - 1986年）
- 新宿さすらい節（金曜ドラマ）（1974年）
- ふりむくな鶴吉（1974年 - 1975年）
- はぐれ刑事（1975年）
- 太陽にほえろ!
- いろはの"い"（1976年）
- 大都会 PARTII（1977年 - 1978年）
- 日本の戦後（1977年 - 1978年）
- 大追跡（1978年）
- ベルサイユのばら（アニメ）（1979年 - 1980年）
- ピーマン白書（1980年）
- 銀河テレビ小説
  - 女の顔（1976年）
  - 昭和の青春シリーズ4 早春の光（1977年）
  - 陽炎の女（1980年）
  - いけずごっこ（1984年）
  - 下町探偵局（1984年）
- 少年ドラマシリーズ
- ドラマ人間模様
  - ぼくは12歳（1979年）
- 火曜サスペンス劇場
  - 花は見ていた（1971年）
  - 不在証明（1991年）
  - 見知らぬ殺意（1984年）
  - 消えた郵便配達人（1985年）
  - 取調室（1994年 - 1995年）
- 土曜ワイド劇場
  - 松本清張の駅路（1982年）
- 閃光の遺産（1977年）
- 傑作推理劇場 妻よ安らかに眠れ（1982年）
- ドラマチック22（1989年 - 1991年）
- 恵子! ゴールが見えるよ…（1990年）
- ウルトラQ dark fantasy（2004年）

#### 未使用シナリオ
- ウルトラQ
  - タローの絵本
- ウルトラセブン
  - 黄金の種子
- マイティジャック
  - 東京大空戦
  - 地の塩にきけ

### 映画
- 炎と女（1967年）
- さらば夏の光（1966年）
- エロス+虐殺（1970年）
- 煉獄エロイカ（1970年）
- 告白的女優論（1967年）
- 十六歳の戦争（1973年）
- ウルトラマン怪獣大決戦（1979）
- 不意の旅人（1992年、総務省人権啓発映画）

### ラジオ
- ウルトラQ倶楽部
- 遥かなるペテルブルグ
- ジュールとジム
- 光る壁画（1984年11月23日、NHKラジオ第1放送）[5]

### 舞台・原作
- 静（2003年）

### 書籍
- 私が遭遇した都会（まち）の幽霊
- 中学生日記
- 明日がある —友情
- ふれあいを求めて —友情
- 母たちの戦い —いじめを考える

### 漫画原作
- 風は知らない（作画：宮谷一彦、ヤングレディ 1969年1月 - 2月連載）
- ジャラゴンの大冒険（作画：ヨシダ忠、ぼくら 1969年連載）

## 脚註
1. 1 2  マガジン2020 2020, p. 60, 「ウルトラ雑学2 円谷プロダクション Who's Who?」
2. ↑  2005年8月25日発売、『講談社オフィシャルファイルマガジン ウルトラマン Vol.1 ウルトラQ』（講談社）「山田正弘インタビュー」より
3. ↑  小中千昭. “ULTRAMANMAX”.   Alice6 特殊脚本家 小中千昭の網頁. 2020年12月3日閲覧。
4. ↑  「山田正弘氏死去 脚本家」『47News』2005年8月15日。オリジナルの2013年12月25日時点におけるアーカイブ。2005年8月15日閲覧。
5. ↑  “脚本「光る壁画」詳細情報”.  日本脚本アーカイブズ推進コンソーシアム. 2020年12月3日閲覧。ラジオドラマ資源：1984年[リンク切れ]